# Mesochorus nkulius
Mesochorus nkulius là một loài tò vò trong họ Ichneumonidae.